# 2010年亚洲残疾人运动会开幕式
2010年亞洲殘疾人運動會開幕式是廣州亚殘运会的开幕庆典活动，于2010年12月12日在位於广州市的广东奧林匹克体育中心举行。

## 节目流程
2010年广州亚殘运会开幕式节目流程大概如下：
- 序曲《奔跑》（倒计时数出60、50、40、30、20、10、9、8、7、6、5、4、3、2、1）
- 中华人民共和国国旗入场（由一名视障儿童陪同）、升中华人民共和国国旗、奏唱中华人民共和国国歌
- 入场式《欢聚》（邀请所有参加亚残运会的运动员们的母亲以及中国各地300多名残疾孩子的母亲做啦啦队，和亚洲残疾人运动员们亲密接触）
  - 运动员入场
- 各人员致辞
  - 亚洲残奥委会主席讲话
  - 广州亚残运会组委会会长讲话
- 中华人民共和国国务院副总理李克强先生宣布开幕
- 亚洲残疾人奥林匹克委员会会旗入场、升亚洲残疾人奥林匹克委员会会旗、奏亚洲残疾人奥林匹克委员会会歌（会歌曲调与国际残奥委员会会歌相同）
- 运动员代表、中国盲人跳远运动员李端宣誓
- 裁判员代表、马来西亚裁判杨吉才宣誓
- 文艺表演
  - 上篇《心声》
  - 中篇《追梦》
  - 下篇《飞翔》
- 火炬传递与主火炬点燃仪式

## 出席嘉宾
出席开幕式的各国贵宾有：
- 伊朗副总统阿里·赛义德鲁（英语：Ali Saeedlou）和扎里巴方，
- 菲律宾副总统比奈，
- 老挝国会巴妮，
- 马来西亚前首相巴达维，
- 孟加拉国政府特别代表、社会服务部（英语：Department of Social Services (Bangladesh)）沙希德，
- 国际残奥委会主席菲利普·克雷文，
- 澳门特别行政区长官何厚铧。
- 亚洲残奥委会官员等也出席了开幕式。

出席开幕式的党和国家领导人还有：中共中央政治局委员、国务院副总理回良玉，中共中央政治局委员、国务委员刘延东，中共中央政治局委员、广东省委书记汪洋，全国人大常委会副委员长蒋树声，全国政协副主席邓朴方以及中央军委委员靖志远。

## 媒體直播
- 中国中央电视台综合频道、综艺频道、体育频道、新闻频道、高清频道、英语新闻频道、俄语国际频道、阿拉伯语国际频道
- 中国中央电视台新聞频道 (白岩松解說)
- 中央人民广播电台：中国之声、中华之声、华夏之声